# Linia kolejowa nr 36
Linia kolejowa nr 36 Ostrołęka – Łapy – niezelektryfikowana, jednotorowa linia kolejowa o całkowitej długości 87,744 km, oddana do użytku 27 listopada 1893 roku.
Linia biegnie z Ostrołęki, przez Śniadowo, Czerwony Bór, Czarnowo-Undy, Kulesze Kościelne, Jamiołki, Sokoły, aż do Łap.
Po zakończeniu II wojny światowej i przyłączeniu do Polski Ziem Odzyskanych aż do roku 1947 linia była częścią jedynego bezpośredniego połączenia kolejowego z Białegostoku do Olsztyna Głównego.
3 kwietnia 2000 r. na odcinku Śniadowo – Łapy zawieszono ruch pociągów pasażerskich, a miesiąc później również ruch pociągów towarowych.
W latach 2000–2017 ruch kolejowy był prowadzony jedynie na odcinku Ostrołęka – Śniadowo, zaś w latach 2007–2009 i 2011 również na odcinku Sokoły – Łapy. Sporadycznie organizowane były również przejazdy na całej linii kolejowej – w 2010 pociąg specjalny Białystok – Łomża – Białystok w ramach Finału WOŚP, w 2012 przejazd okolicznościowy SM42 wokół Ostrołęki realizowany przez PKP Intercity oraz w 2013 „Kolej w miniaturze. Łapy 2013” i przejazd pociągu specjalnego Łapy – Łomża – Łapy 20 października 2013 roku z okazji jubileuszu 120-lecia Kolei Nadnarwiańskiej. W roku 2012 na dawnej stacji Sokoły odbyła się część pokazów (przejazdy drezyną ręczną, drezyną Warszawa, pokazy sprzętu PKP PLK) w ramach festynu „Kolejarskie pożegnanie lata”. W latach 2014 i 2015 z okazji imprezy pn. „Festyn Dworcowy” na odcinku Ostrołęka – Śniadowo Koleje Mazowieckie uruchomiły pociągi specjalne używając do tego spalinowych zespołów trakcyjnych serii VT628.
29 sierpnia 2015, w ramach spektaklu teatralnego Bieżeńcy.Exodus wystawionego przez Teatr Dramatyczny w Białymstoku, Przewozy Regionalne uruchomiły pociąg specjalny w zestawieniu SU42-526 i EN57-606. W ramach przejazdu pociąg zatrzymywał się kilkukrotnie, m.in. przed i na przystanku osobowym Roszki Leśne, które nazwane zostały Boguchronisze. Spektakl odbywał się również w Sokołach (nazwa ta sama) oraz w Łapach (Moskwa).
5 kwietnia 2018 roku ponownie uruchomione zostały przewozy towarowe pomiędzy Śniadowem a Łapami, jednocześnie zamknięto odcinek Ostrołęka – Śniadowo, na którym wykonano kompleksową modernizacją nawierzchni. Linia na całej długości została udostępniona przewoźnikom 30 lipca 2018 roku.
15 listopada 2018 roku pociągi specjalne przejechały w relacji Waliły – Śniadowo i Śniadowo – Białystok w ramach ćwiczeń wojskowych Anakonda-18.
W 2018 linią kolejową nr 36 na odcinku Ostrołęka – Śniadowo w miesiącu przejeżdżało średnio około 130 pociągów, a na odcinku Śniadowo – Łapy około 36 pociągów.
3 października 2019 w ramach wojewódzkich ćwiczeń obronnych „Podlasie 19" linią przejechały pociągi specjalne w relacji Trakiszki – Śniadowo i Śniadowo – Białystok.
6 października 2020 roku ponownie otwarto dla czynności ruchowych bocznicę szlakową Sokoły.
18 marca 2024 roku wznowiono połączenia pasażerskie na całej długości, jednak tylko z obsługą na wybranych stacjach i przystankach.

Bieżeńcy. Exodus
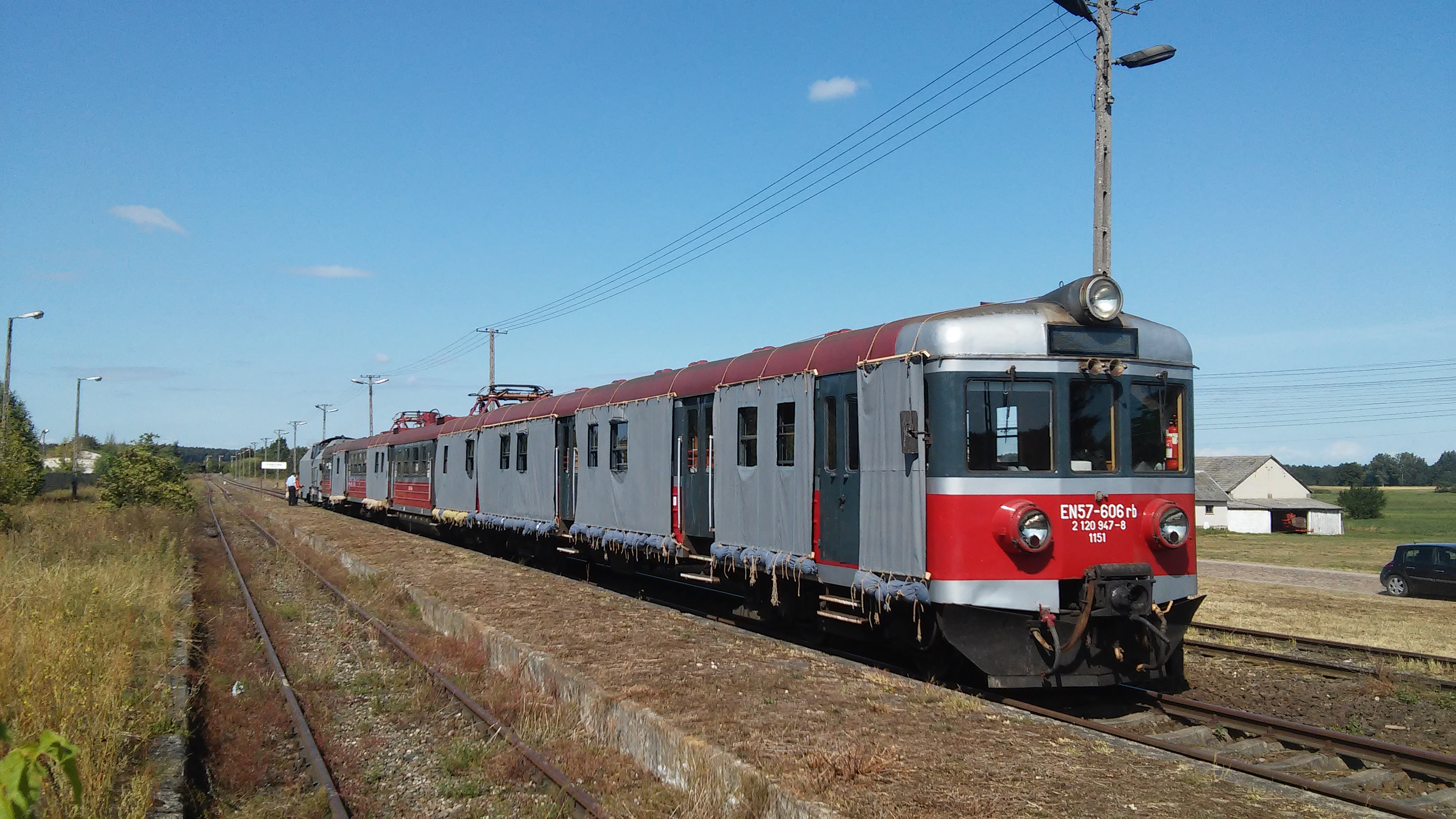
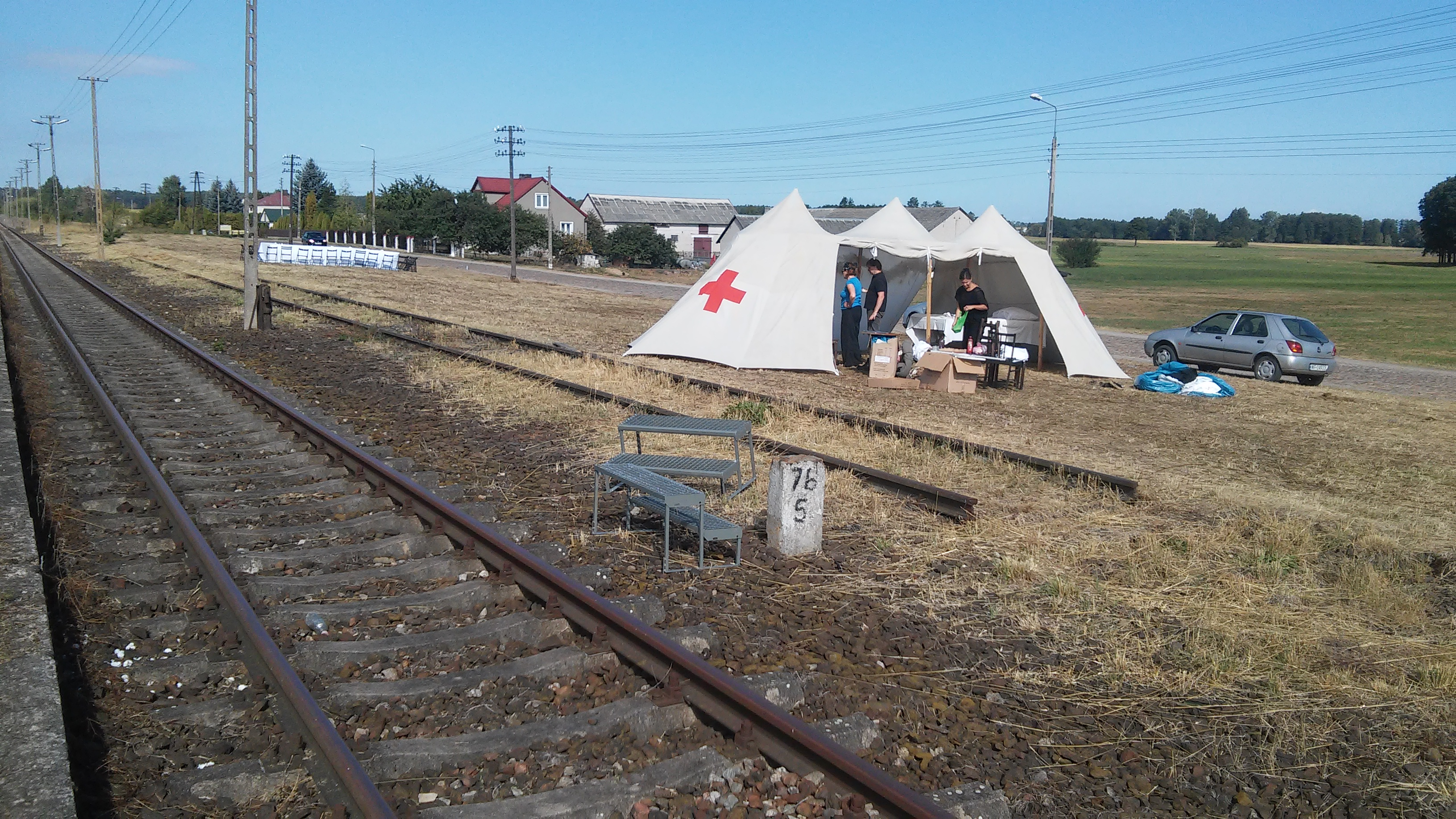
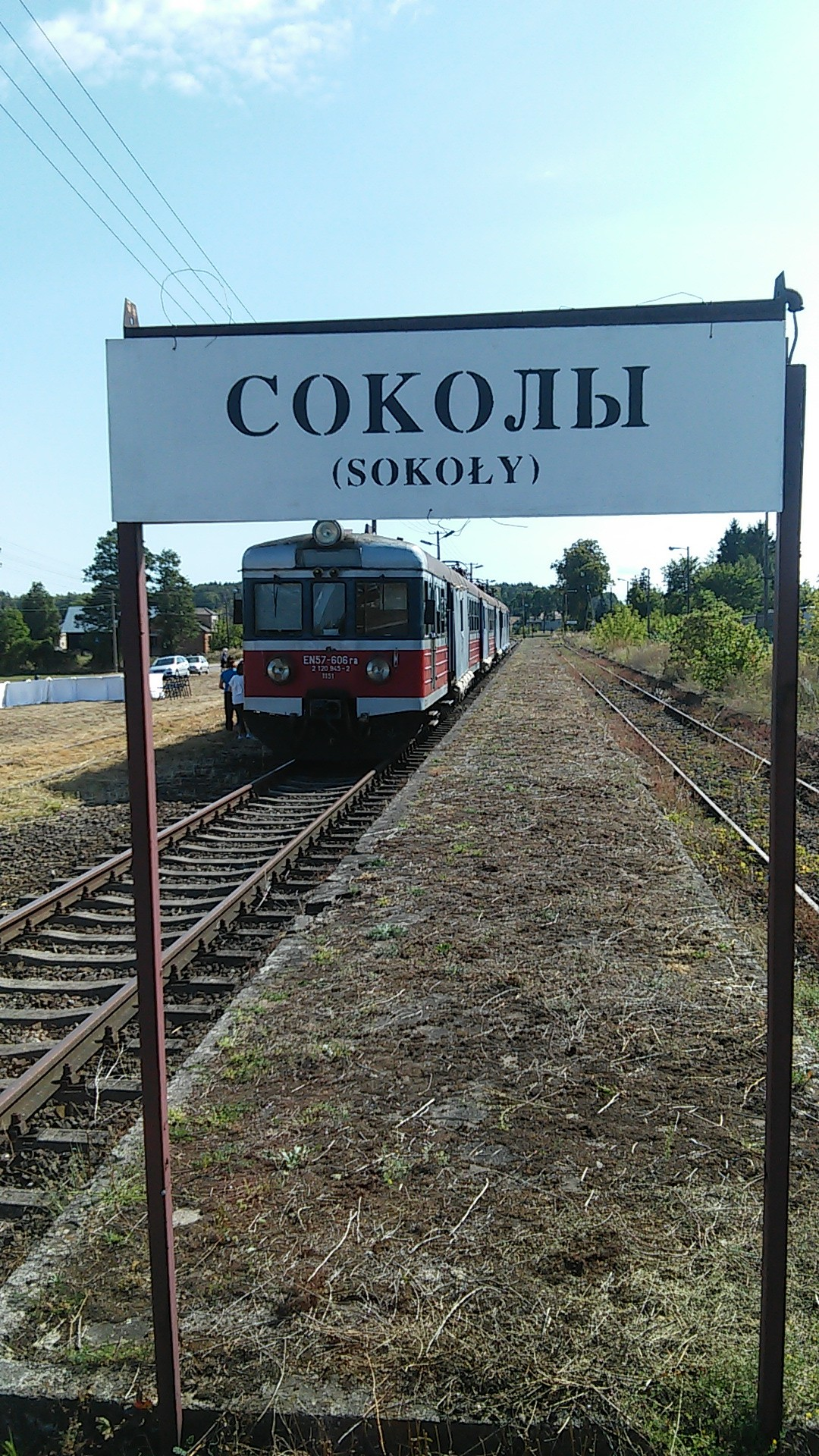
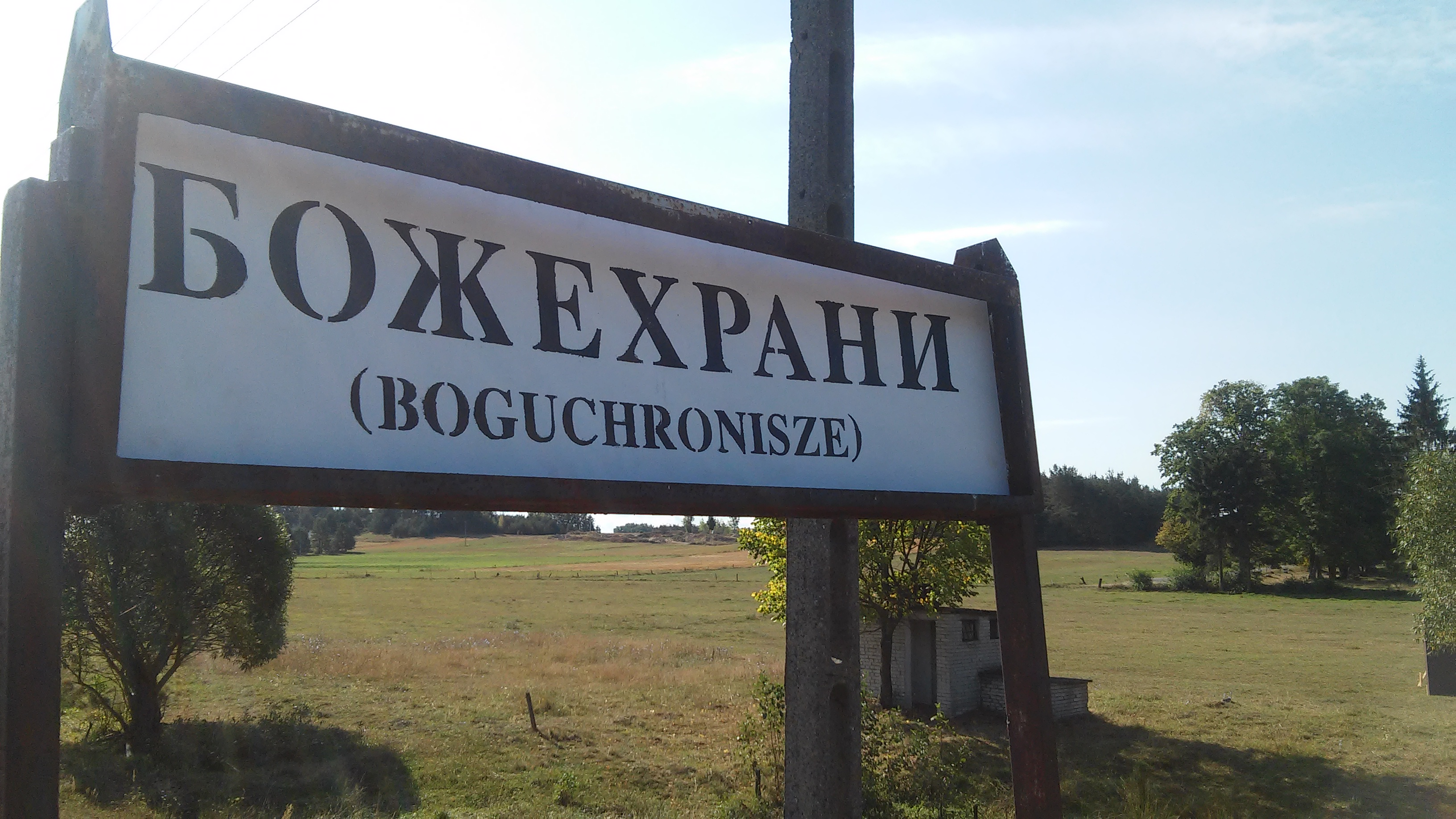
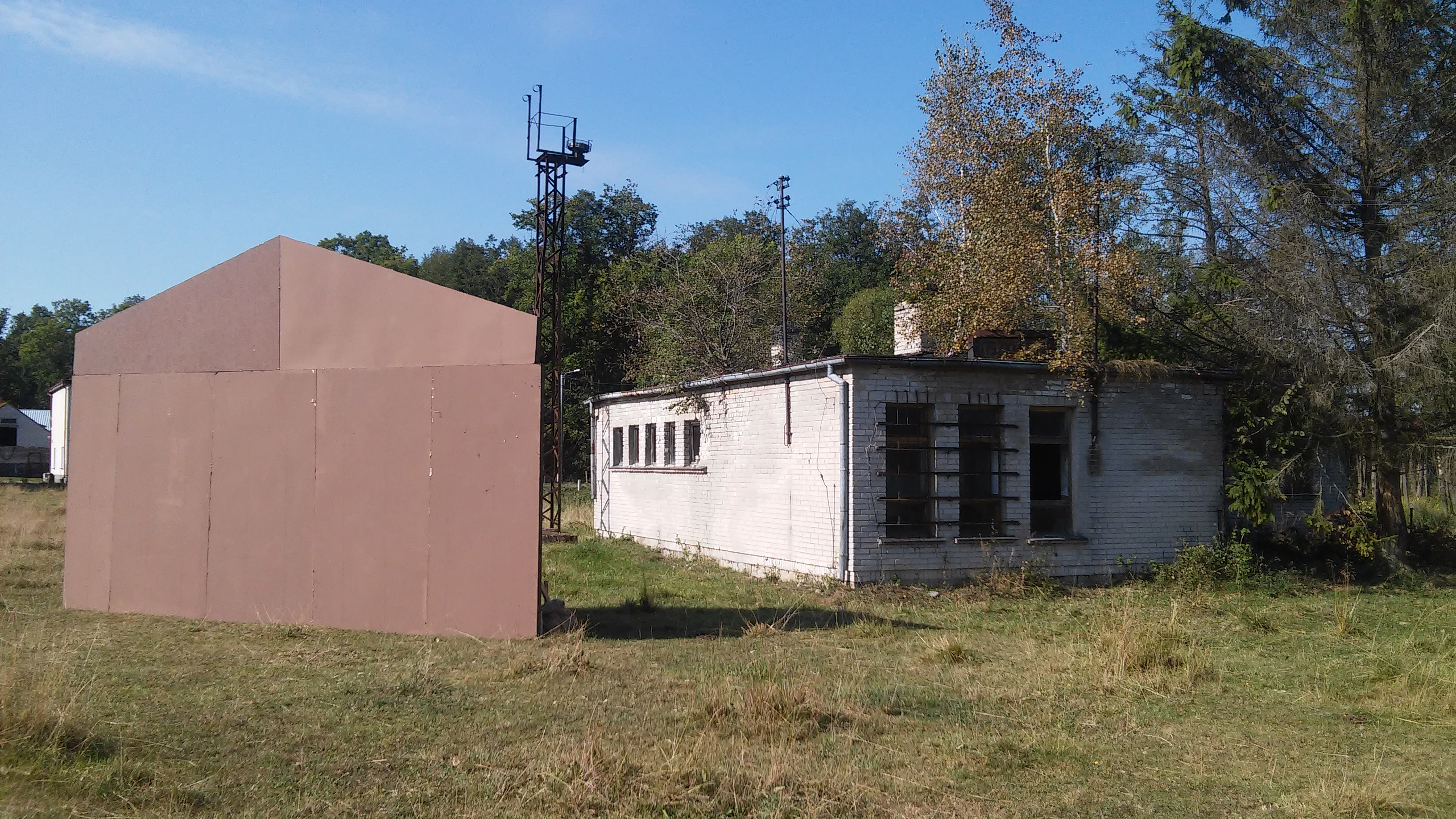
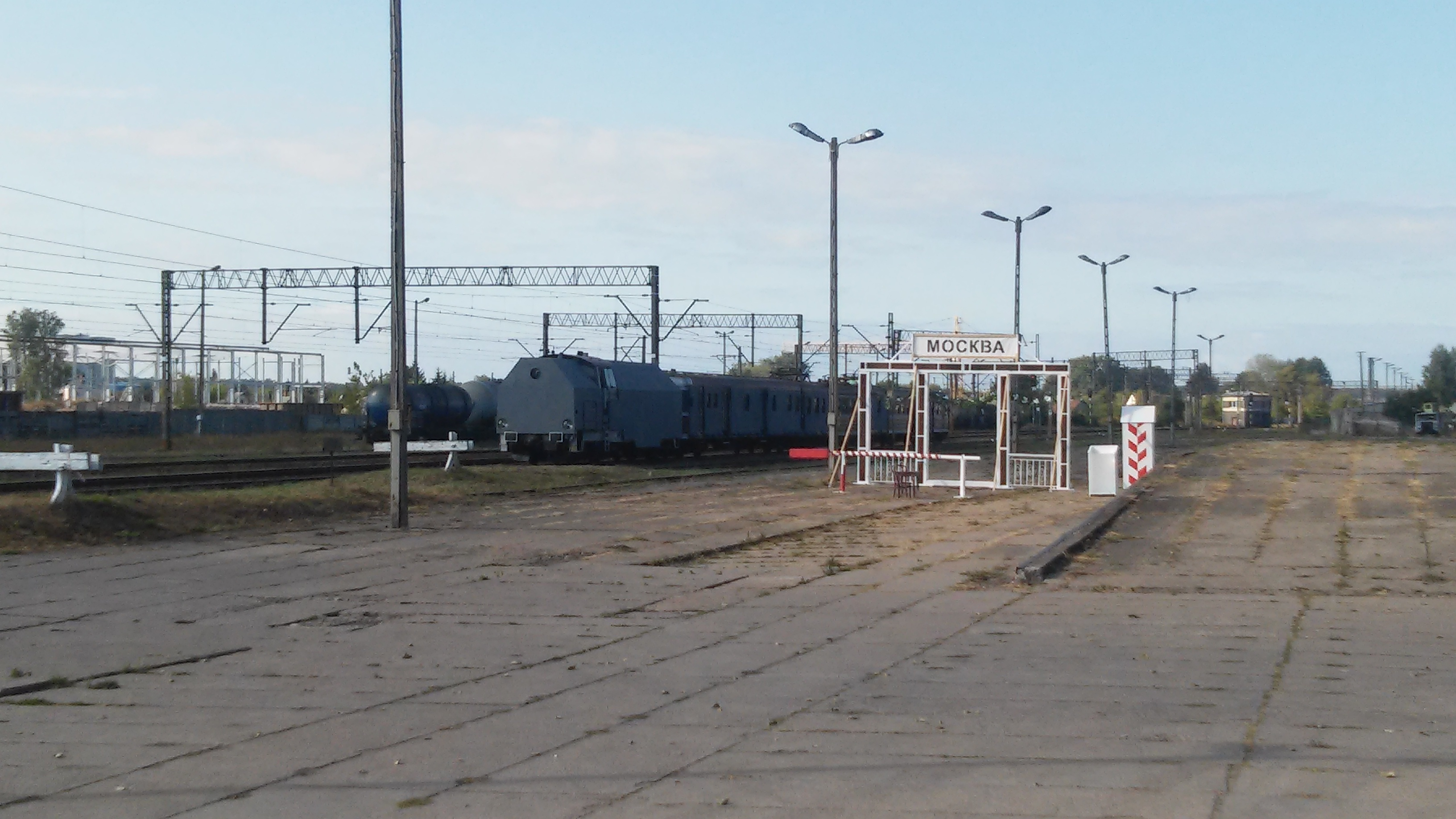

## Infrastruktura
Wszystkie stacje pośrednie, tj. Kurpie, Śniadowo, Śniadowo (dawna lokalizacja), Czerwony Bór, Łubnica Łomżyńska, Czarnowo Undy, Wnory i Sokoły posiadały sygnalizację kształtową, natomiast od 2017 roku wszystkie stacje na linii – Ostrołęka, Śniadowo, Czarnowo-Undy, Łapy – posiadają sygnalizację świetlną. Dawna stacja Sokoły pełni funkcję nieczynnej bocznicy szlakowej z przystankiem osobowym; nie posiada ona sygnalizacji.
Największym obiektem inżynieryjnym na linii jest trójprzęsłowy most stalowy przez rzekę Gać (w km 42,732) wybudowany w 1958 roku.
Jeden z semaforów wjazdowych stacji Sokoły wraz z dwustawną kształtową tarczą ostrzegawczą w październiku 2016 zostały ustawione na terenie Centrum Kulturalno-Bibliotecznego w Sokołach.
Pod koniec roku 2016 w związku z oddaniem do użytku drogi ekspresowej S8 na odc. Wiśniewo – Mężenin, przejazd kolejowo-drogowy kategorii A w km 51,880 zastąpiono kategorią B (samoczynna sygnalizacja świetlna wraz z półrogatkami i tarczami ostrzegawczymi przejazdowymi) w ciągu drogi serwisowej, zaś sama droga ekspresowa została poprowadzona wiaduktem drogowym.

## Remonty
W latach 1983–1985 dokonano remontu nawierzchni linii kolejowej na odcinku Śniadowo-Łapy. Od tego czasu nawierzchnia składa się z toru bezstykowego (szyny S49, przytwierdzenie typu K, podkłady strunobetonowe).
W 2014 roku marszałek województwa podlaskiego przyznał spółce PKP Polskie Linie Kolejowe dotację na studium dotyczące rewitalizacji linii kolejowej 36 na odcinku Łapy – Śniadowo – granica województwa.
27 stycznia 2017 PKP PLK podpisały z przedsiębiorstwem Track Tec umowę na remont całej linii nr 36, która stanowić ma objazd na czas remontu linii kolejowej nr 6. Prace trwały od marca 2017 roku do lipca 2018 roku. W dalszych latach zaplanowane są prace w ramach Regionalnego Programu Operacyjnego dla Województwa Podlaskiego na lata 2014–2020. Ogłoszenie przetargu pn. Zaprojektowanie i wykonanie robót budowlanych w ramach projektu pn.: „Rewitalizacja linii kolejowej nr 36 na odcinku Łapy – Śniadowo – gr. województwa” nastąpiło 31 marca 2018 roku, jednak 11 czerwca postępowanie unieważniono.
Linia nr 36 wraz z linią nr 49 zostały zgłoszone przez województwo podlaskie do rewitalizacji i elektryfikacji w ramach rządowego programu Kolej Plus. Ostatecznie wybrano wariant nie przewidujący elektryfikacji linii.
| odcinek linii | odcinek linii | pociągi pasażerskie | autobusy szynowe | pociągi towarowe | pociągi towarowe |
| km pocz.      | km końcowy    | Tor 1               |                  |                  |                  |
| 0,811         | 2,550         | 80                  | 80               | 80               |                  |
| 2,550         | 18,900        | 120                 | 120              | 80               |                  |
| 18,900        | 28,000        | 80                  | 80               | 80               |                  |
| 28,000        | 28,940        | 80                  | 80               | 80               |                  |
| 28,940        | 88,555        | 110                 | 110              | 80               |                  |